# Double Vision (film 2002)
Double Vision (雙瞳S, Shuang tongP) è un film del 2002 diretto da Chen Kuo-fu.